# Felipe Yofré
Felipe Yofré är en ort i Argentina.   Den ligger i provinsen Corrientes, i den nordöstra delen av landet, 600 km norr om huvudstaden Buenos Aires. Felipe Yofré ligger 72 meter över havet och antalet invånare är 1 947.
Terrängen runt Felipe Yofré är mycket platt. Runt Felipe Yofré är det mycket glesbefolkat, med 4 invånare per kvadratkilometer.. 
Trakten runt Felipe Yofré består i huvudsak av gräsmarker.